# 95-й квартал (команда КВН)
«95-й квартал» — команда КВН из Кривого Рога.
.

## История
В 1997 году в городе Кривой Рог появилась команда КВН «95-й квартал». Многие участники, составившие её костяк, начинали ещё в команде КВН «Запорожье — Кривой Рог — Транзит». Официальный дебют «95-го квартала» состоялся в 1998 году на фестивале команд КВН в Сочи. После успешного дебюта на них обратил внимание Александр Масляков, предложив выступать в Высшей лиге. На тот момент команда была заявлена как «Команда КВН из Кривого Рога», но для выступлений в Высшей лиге было решено придумать для коллектива более узнаваемое имя. Именно тогда впервые появилось название «95-й квартал», в честь одного из районов в Кривом Роге. Первый сезон в Высшей лиге сложился для криворожской команды неудачно — «95-й квартал» не смог преодолеть первый же этап, заняв в четвертьфинале последнее место. Затем три сезона, с 1999 по 2001 год, команда провела в Украинской лиге, которая на тот момент считалась второй по силе лигой Международного союза КВН. «95-й квартал» трижды добирался до финальной игры и, наконец, в 2001 году стал победителем Украинской лиги. В 2000 и 2001 годах команда дважды была удостоена второго приза — награды «Кивин в светлом» — на музыкальном фестивале «Голосящий КиВиН» в Юрмале.
Как победитель Украинской лиги, следующий сезон «95-й квартал» начал в сильнейшей, Высшей лиге. В сезоне 2002 года «95-й квартал» дошёл до полуфинала. На следующий год команда сумела добраться только до второго этапа. После этого «95-й квартал» решил покинуть КВН и заняться самостоятельными проектами. Бытует версия, что причиной ухода команды из КВН стал конфликт с руководством компании «АМиК». В интервью Дмитрию Гордону, данному в 2018 году, капитан команды Владимир Зеленский подтвердил эту версию, рассказав, что Александр Масляков предложил ему стать редактором Высшей лиги КВН, а команду распустить. Зеленский на предложение ответил отказом, и команда покинула Высшую Лигу и Москву.

## Участники
1. Владимир Александрович Зеленский «Вован» — капитан команды[2];
2. Елена Владимировна Зеленская (род. 6 февраля 1978) — автор[3];
3. Елена Юрьевна Маляшенко (Кравец) «Маля»;
4. Сергей Владимирович Кравец (род. 1 мая 1979);
5. Александр Викторович Пикалов «Элвис»;
6. Ирина Сергеевна Михайличенко (Пикалова) (род. 11 августа 1979);
7. Юрий Николаевич Крапов «Крапик»;
8. Денис Владимирович Манжосов (род. 5 апреля 1978) «Моня»;
9. Денис Николаевич Лущишин (род. 30 марта 1977);
10. Юрий Валерьевич Корявченков «Юзик» (род. 26 ноября 1974);
11. Сергей Юрьевич Казанин «Степан»;
12. Валерий Викторович Жидков;
13. Роман Германович Маров (род. 12 сентября 1978);
14. Вадим Вадимович Переверзев (род. 3 февраля 1977);
15. Александр Яловой (род. 25 ноября 1979);
16. Татьяна Приходько (род. 19 декабря 1984) — певица[4][5][6][7].
17. Ирина Петровна Михальченко (род. 6 июля 1966) — костюмер команды[8]

## После КВН
В 2003 году на базе творческого коллектива команды КВН «95-й квартал» была создана «Студия Квартал-95», куда вошли не только участники этой команды КВН, но и других команд КВН.